# 魏慎嫔
魏慎嫔（1567年—1606年），父魏承志，母乔氏。大名府魏县人。明神宗万历帝嫔妃之一，没有生过子女。

## 人物生平
万历十年（1582年）16岁作为“九嫔”之一应选入宫。次年冊封為慎嫔，无出。其父以女贵，封为锦衣卫正千户。万历三十四年（1606年）正月二十七日去世，享年四十岁。《明书》记载她以直谏而死，追封贤妃。神宗命附葬順嬪張氏墳內。天啟六年（1626年）四月二十三日，明熹宗上傳與禮部，榮嬪李氏於天啟六年四月二十一日辰時薨逝，一應事宜照慎嬪魏氏例行。
明末北京陷落時候自焚的锦衣卫都指揮簽事魏师贞为魏慎嬪的親人。